# 河鼓三
河鼓三（γ Aql/天鷹座γ），英文名Tarazed，是位於天鷹座的一顆恒星。它的視星等2.712 ，使它以裸眼都很容易看見。 視差測量得到它與太陽的距離大約是395光年（121秒差距） 。

## 物理性質

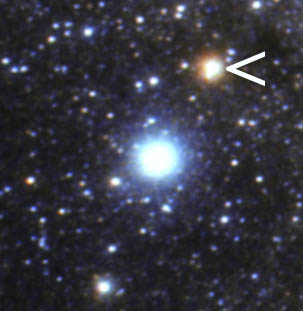
河鼓三相對於牛郎星（河鼓二，在中心）的位置。

河鼓三的年齡大約只有一億歲，是一顆相對年輕的恆星。然而，它在恆星演化的路途上已經消耗掉核心的氫，進入亮巨星的階段，在恆星分類上是K3II。這顆恆星正在核心將氦燃燒為碳。當河鼓三耗盡核融合的燃料之後，它將成為白矮星。
利用干涉測量河鼓三的角直徑為7.271±0.073毫角秒，依估計的距離推算，它的半徑相當於太陽半徑的95倍，質量是太陽質量的6倍，是一顆巨大的恆星，而輻射的亮度超過太陽的2500。表面的有效溫度為4210 K，使它呈現典型K型恆星的橙色。

## 名稱
河鼓三，以拜耳命名法命名的拉丁文的名稱是天鷹座γ。
它的傳統名稱是Tarazed，這是源自波斯文的شاهين ترازو šāhin tarāzu，意思是「桿的尺度」，指的是星座間的尺度：河鼓一（天鷹座β）、河鼓二（天鷹座α，牛郎星）和河鼓三（波斯文的šāhīn意思是「皇家獵鷹」的「桿」和「指標」，河鼓一就是「獵鷹」。）。在2016年，國際天文學聯合會的IAU恆星名稱工作組（WGSN） 標準化恆星的名稱和目錄。 WGSN在2016年8月21日核定了這顆恆星的名字為"Tarazed"，並收錄進國際天文學聯合會的恆星名稱目錄。
在《Calendarium of Al Achsasi Al Mouakket》的恆星目錄中，這顆星的名稱是"Menkib Al Nesr"（"منكبألنسر"-"mankib"），翻譯成拉丁文是老鷹的肱骨，意思就是「老鷹的肩膀」。
在中國，河鼓，是一個星官，意思是河邊的鼓，主要的成員還有河鼓一（天鷹座β）和河鼓二（天鷹座α，牛郎星）。天鷹座γ就是河鼓三 （英語：。）。在中國神話中，這顆星和河鼓一是玉皇大帝的女兒織女（織女星）和牛郎（牛郎星）的兩個孩子。
澳大利亞的桑折人（The Koori people）稱河鼓一和河鼓三是黑天鵝 Bunjil（楔尾雕，河鼓二）的妻子。

## 外部連結
- Tarazed （页面存档备份，存于）
- Tarazed
- HR 7525 （页面存档备份，存于）
- Image Gamma Aquilae （页面存档备份，存于）